# 374354 Pesquet
374354 Pesquet è un asteroide della fascia principale. Scoperto nel 2005, presenta un'orbita caratterizzata da un semiasse maggiore pari a 2,6209172 UA e da un'eccentricità di 0,2291426, inclinata di 0,38482° rispetto all'eclittica.